# ワ号事件 (連続窃盗事件)
ワ号事件（わごうじけん）とは、1948年（昭和23年）末頃より東北地方を股に掛けた朝鮮人窃盗団による連続窃盗事件である。国家地方警察宮城県涌谷地区警察署が捜査したことから、涌谷（わくや）の「ワ」をとって名づけられた。

## 事件の概要
1948年末頃より、宮城県・岩手県・山形県の3県内で土蔵破りや店舗荒らしによる窃盗事件が多発していた。国家地方警察宮城県涌谷地区警察署は、管内の被害を機に捜査本部を設置した。
1949年5月7日、盗品の一部である腰巻の真綿を発見した。真綿には胡桃の葉と鋸屑が付着していた。また、近くに犯人が排泄したと思われる糞が発見された。糞を鑑定した結果、トウガラシを刻んだものが混じっていた。
これらの証拠から、「犯人は犯行前にトウガラシを食べており、近くに胡桃の木がある新築家屋に住んでいる」という仮説が浮かび上がってきた。この仮説に基づいて捜査を進めた結果、胡桃の木がある民家を発見し、最近増築された納屋に住み込んでいる朝鮮人夫婦がいることを突き止めた。そして、その妻が盗品の衣服を着用していたことが判明した。
9月13日警察はその夫を逮捕して取り調べた結果、構成員約60人に及ぶ窃盗団の存在が明らかになった。これ以降、芋づる式に窃盗団のメンバーが検挙されていった。
捜査は1950年2月10日まで続けられ、宮城県・岩手県・山形県・福島県の4県内で窃盗罪130件、贓物罪40件、横領罪2件、被害総額1000万円にのぼる犯行が明らかになった。

## 犯行の手口
犯人は3人前後のグループを組んで、店舗や倉庫に侵入し、衣類や米穀や自転車を中心に盗んでいた。盗品は北海道や大阪の古物商に売りさばき、その犯罪収益は組織の地位や「功労」に応じて分配された。

## 裁判
この事件で40人近くが起訴され、裁判の結果それぞれに懲役6ヶ月～6年の刑が言い渡された。